# Éoliennes : Du rêve aux réalités
Pour plus de détails, voir Fiche technique et Distribution.
Éoliennes : du rêve aux réalités est un film documentaire français réalisé par Charles Thimon sorti en 2021, qui dresse un bilan critique de l'énergie éolienne. Le documentaire s'appuie sur des experts mais la parole n'est jamais donnée aux partisans de l'énergie éolienne.

## Sujet
En interrogeant de nombreux intervenants, le film dresse un bilan de la production éolienne d'énergie, notamment son efficacité énergétique et ses limites écologiques.
Le documentaire s'appuie notamment sur un sondage commandé par Charles Thimon auprès de l'institut IFOP portant sur le niveau de connaissance des Français sur l'énergie éolienne.

## Origine
Le documentaire est le projet de principalement quatre personnes : Charles Thimon, auteur et réalisateur, Charles Guillemin, fondateur de Panama Films, une société de production parisienne, Ferdinand Rousseau et Adrien Harmel, fondateurs de Weenect. Sur ces quatre porteurs du projet, « seulement un était directement concerné par l'implantation d'éoliennes » indique le réalisateur à Libération tout en refusant de préciser lequel.
La production a été faite par l'association Documentaire et Vérité, une association à but non lucratif fondée en 2020 et ayant pour objectif « la création de films documentaires en lien avec l’Histoire, l’énergie et le développement durable, et tous objets similaires, connexes ou complémentaires ou susceptibles d’en favoriser la réalisation ou le développement ».
Le projet a été financé par une campagne de financement participatif, lancée le mardi 29 septembre 2020 lors d'une réunion au Cercle de l'Union interalliée, un club privé parisien, en présence notamment de Denis de Kergorlay, président du Cercle interallié, Jean-Louis Butré, président de la Fédération environnement durable, Fabien Bouglé, auteur du livre Éoliennes : la face noire de la transition écologique, Pascal Bruckner, philosophe, et Alexandre Devecchio, rédacteur en chef adjoint des pages débats du Figaro. Le documentaire et l'association ont finalement obtenu près de 150 000 euros de la part de 900 contributeurs, que ce soit des particuliers directement concernés par l'implantation d'éoliennes ou des chefs d'entreprise.

## Fiche technique
- Réalisation : Charles Thimon
- Genre : documentaire
- Date de sortie en ligne : 1er juin 2021[6]

## Intervenants
14 spécialistes interviennent dans le documentaire,.
| Intervenant           | Fonction | Photo |
| --------------------- | --- | ----- |
| Jacques Percebois     | Professeur émérite à l’Université de Montpellier, directeur du Centre de recherche en économie et droit de l'énergie (CREDEN), équipe spécialisée sur l’énergie.                                                                            |       |
| Jean-Marc Jancovici   | Président du Shift Project, cofondateur de Carbone 4, ingénieur, créateur du bilan carbone, membre du Haut Conseil pour le climat. |       |
| Hervé Machenaud       | Ancien directeur de la production d'EDF. |       |
| Rémy Prud'Homme       | Ancien directeur de l'environnement à l'OCDE. |       |
| Henri Proglio         | Président-directeur général d'EDF de 2009-2014. |       |
| Antoine Waechter      | Ancien candidat des Verts à l'élection présidentielle (1988) et député européen (1989-1991), élu local en Alsace (depuis 1986), auteur de Le scandale éolien (2019).                                                                        |       |
| Jean-Pierre Riou      | Retraité de l’éducation nationale, chroniqueur indépendant sur les questions d'énergie et membre fondateur en 2018 du collectif « science technologies actions ». Il est considéré comme climatosceptique par le physicien Bruno Andreotti. |       |
| Jean-Louis Butré      | Président de la Fédération environnement durable, fédération de 1 300 associations, fédérations régionales, collectifs et membres s'opposant au développement de l'énergie éolienne industrielle en France.                                 |       |
| Fabien Bouglé         | Auteur de Éoliennes : la face noire de la transition écologique (2019). |       |
| Loïk Le Floch-Prigent | Ancien président d'Elf et Gaz de France. |       |
| Michel Faure          | Ingénieur des mines, analyste financier. |       |
| Pierre Dumont         | Président de l’association Vivre en Boischaut, auteur de Éoliennes : chronique d'un naufrage annoncé (2018). |       |
| Bernadette Kaars      | Vice-présidente de la Fédération environnement durable. |       |
| Dominique Finon       | Directeur de recherche au Centre international de recherche sur l'environnement et le développement (CIRED), sous la tutelle du CNRS. |       |

## Plan
Le documentaire suit le plan suivant :
- 00:00 Introduction
- 09:30 Stockage et intermittence
- 18:15 Le modèle allemand
- 22:45 Système européen
- 31:09 Toujours du vent quelque part ?
- 33:19 Du vent dans le gaz
- 39:28 Oil, GAFA & black-out
- 45:12 Pour une sortie du nucléaire ?
- 52:00 Quand le vent se transforme en or
- 58:58 L’installation d’un parc
- 1:05:43 Une chance pour l’emploi ?
- 1:11:41 Une énergie bon marché ?
- 1:19:37 Une fabrication verte ?
- 1:26:40 Éoliennes mon amour ?
- 1:37:01 Dénis démocratiques
- 1:47:29 Le salut par l’offshore ?

## Critiques
Si le documentaire s'appuie sur des experts, la parole n'est jamais donnée aux partisans de l'énergie éolienne. Charles Thimon précise d'ailleurs lui-même que le documentaire est « partiel et partial », et « comprend que des gens puissent le trouver outrageusement à charge et pro-nucléaire ».